# کوشی-ا-لا-تور
کوشی-ا-لا-تور (به فرانسوی: Cauchy-à-la-Tour) یک کمون در فرانسه است که در پا-دو-کاله واقع شده‌است.

## خصوصیات
کوشی-ا-لا-تور ۳٫۱۳ کیلومترمربع مساحت و ۲٬۸۵۶ نفر جمعیت دارد و ۱۱۵ متر بالاتر از سطح دریا واقع شده‌است.